# Pselaphelia vandenberghei
Pselaphelia vandenberghei is een vlinder uit de onderfamilie Saturniinae van de familie nachtpauwogen (Saturniidae). De wetenschappelijke naam van de soort is voor het eerst geldig gepubliceerd door Thierry Bouyer in 1992.

## Type
- holotype: "male. viii.1960. leg. J. Hecq"
- instituut: MRAC, Tervuren, België
- typelocatie: "Democratic Republic of Congo, Nyamunyonye, Mulungu"